# Impatiens polyactina
Impatiens polyactina är en balsaminväxtart som beskrevs av Hook. f. Impatiens polyactina ingår i släktet balsaminer, och familjen balsaminväxter. Inga underarter finns listade i Catalogue of Life.